# ترومن اسمیت
ترومن اسمیت (به انگلیسی: Truman Smith) سناتور سابق عضو حزب ویگ بود. وی در سال ۱۸۴۹ تا ۱۸۵۴ میلادی سناتور ایالت کنتیکت در سنای ایالات متحده آمریکا بود.